# ヴァルラム1世 (リンブルフ伯)
ヴァルラム1世（Walram I., ? - 1082年以前）は、アルロン伯（2世）およびリンブルフ伯（1世、在位：1065年 - 1082年）。アルロン伯ヴァルラム1世と上ロートリンゲン公ディートリヒ1世の娘アーデルハイトの息子。リンブルフ城を建設したともされる。アルデンヌ＝ルクセンブルク家の下ロートリンゲン公フリードリヒの娘ユッタ（ユーディト）と結婚した。

## 出自
リンブルフ＝アルロン家の初期の系譜としてアルロン伯ヴァルラム1世 - アルロン伯ヴァルラム2世 - ハインリヒ1世と伝わる。初代リンブルフ伯（1世）となったアルロン伯ヴァルラム2世とリンブルフの女子相続人ユッタ・フォン・ニーダーロートリンゲンの息子がハインリヒ1世である。
一方でアルロン伯ヴァルラム2世が生存していた1061年ごろの記録に、「リンブルフ伯ウド（egregrius comes Udo de Lemborch）」という名が確認される。このためヴァルラム2世とウドは同一人物と考えられ、しばしばヴァルラム＝ウドの名で記されることがある。
しかし、他の文献には異なった系譜が示されている。これによるとアルロン伯ヴァルラム2世とウドは別人であり、ヴァルラム2世はアルロン伯でユッタの夫であるが、リンブルフ伯とは記されていない。ウドは1061年ごろのリンブルフ伯で下ロートリンゲン公フリードリヒの弟ザルム伯ギゼルベルトの娘ユッタと結婚したという。そしてアルロン伯領とリンブルフ伯領の統合は初代リンブルフ伯（おそらくウド）の息子ハインリヒ1世がアルロン伯ヴァルラム2世の女子相続人と結婚したことによりなされたという。そしてこの女子相続人が（アーデルハイト・フォン・ポッテンシュタインではなく）、ハインリヒ1世の子供達の母親であるという。

## 子女
リンブルフ伯ヴァルラム1世（あるいはウド）の子として以下の2男がいる。
- ハインリヒ1世（1059年 - 1119年頃） - リンブルフ伯、下ロートリンゲン公
- コンラート・フォン・メルハイム（1088年以降没）